# Бедный, бедный Павел
«Бедный, бедный Павел» — российский кинофильм, поставленный Виталием Мельниковым по мотивам пьесы Дмитрия Мережковского «Павел I».
Заключительный фильм исторической трилогии Виталия Мельникова «Империя. Начало».

## Сюжет
В детстве Павел I был лишён материнской ласки, а в юности и в зрелом возрасте не допускался до участия в придворной жизни и государственных делах.
В 1796 году, после смерти матери, императрицы Екатерины II, этот странный новый император вдруг попытался одним махом покончить со многими русскими нелепицами, сделав огромную страну управляемой и процветающей, а народ — счастливым.
Эта эпическая картина представляет нетрадиционный взгляд на личность русского императора, показывая его не как тирана, а как живого человека со своими переживаниями, который искренне всеми силами стремится осчастливить страну, которой правит, но не понимает её и избирает негодные методы, что приводит лишь к результату, противоположному желаемому.
Наряду с Павлом I, не менее значимым персонажем фильма является граф П. А. Пален, плетущий заговор вокруг явно неуравновешенного царя, доверившегося ему с бесхитростностью младенца.

## В ролях
| Актёр               | Роль                                 |
| ------------------- | ------------------------------------ |
| Виктор Сухоруков    | Павел I                              |
| Олег Янковский      | Пётр Алексеевич Пален                |
| Оксана Мысина       | императрица Мария Фёдоровна          |
| Алексей Барабаш     | Александр I Павлович                 |
| Евгений Карпов      | Константин Павлович                  |
| Андрей Чуманов      | Платон Зубов                         |
| Сергей Мурзин       | Николай Зубов                        |
| Иван Паршин         | Валериан Зубов                       |
| Вадим Лобанов       | Безбородко                           |
| Юлия Маврина        | Анна Лопухина                        |
| Сергей Барковский   | Роджерсон                            |
| Александр Григорянц | Бренна                               |
| Вера Карпова        | баронесса Ливен                      |
| Анна Молчанова      | великая княгиня Елизавета Алексеевна |
| Дмитрий Сутырин     | Владимир Яшвиль                      |
| Борис Хвошнянский   | Де Рибас                             |
| Игорь Шибанов       | Кутайсов                             |
| Александр Рязанцев  | Депрерадович                         |
| Дмитрий Кузора      | унтер-офицер гвардии                 |
| Николай Томилов     | массовка                             |
| Вадим Данилин       | массовка                             |

## Съёмочная группа
- Автор сценария: Виталий Мельников (по произведениям Дмитрия Мережковского)
- Режиссёр: Виталий Мельников
- Операторы: Сергей Астахов, Валерий Ревич
- Художник: Александр Загоскин
- Композитор: Андрей Петров

## Награды и номинации

### Награды
- 2003 — Ежегодная национальная премия кинокритики и кинопрессы «Белый слон»
  - Лучшая мужская роль — Виктор Сухоруков
- 2003 — национальная премия Российской Академии кинематографических искусств «Ника»
  - Лучшая мужская роль — Виктор Сухоруков
- 2004 — Х российский кинофестиваль «Литература и кино»
  - Гран-при кинофестиваля «Гранатовый браслет» — Виталий Мельников
- 2004 — XII Международный детский кинофестиваль «Артек»
  - Самый мудрый фильм
  - Лучший актёр — Виктор Сухоруков
  - Лучшая актриса — Оксана Мысина
- 2004 — XII кинофестиваль «Виват кино России!»
  - Приз «За лучшую женскую роль» — Оксана Мысина

### Номинации
- 2003 — Ежегодная национальная премия кинокритики и кинопрессы «Белый Слон»
  - Лучшая работа художника — Александр Загоскин
  - Лучшая музыка — Андрей Петров
- 2004 — Премия Золотой Орёл
  - Лучший игровой фильм